# 黃節
黃節（1873年—1935年1月24日），原名晦聞，字玉昆，號純熙。廣東順德甘竹右灘人。中國詩人、歷史學家。

## 生平
清朝末年，在上海與章太炎、馬敘倫等人創立了國學保存會，刊印《風雨樓叢書》、創辦《國粹學報》。
民國成立後加入南社，長居北京，任北京大學文學院教授、清華大學研究院導師。曾一度出任廣東教育廳廳長。
以詩著名世，與梁鼎芬、羅癭公、曾習經合稱「嶺南近代四家」。作品兼見唐詩的文採風華與宋詩的峭健骨格，人稱「唐面宋骨」。除此，其亦對先秦、漢魏六朝詩文頗多精當見解。
1935年1月24日，黄节病逝于北京，归葬广东白云山御书阁畔。

## 著作
著有《詩旨纂辭》、《變雅》、《漢魏樂府風箋》、《魏文帝魏武帝詩注》、《曹子建詩注》、《阮步兵詩注》、《鮑參軍詩注集說》、《謝康樂詩注》、《謝宣城詩注》、《顧亭林詩說》、《蒹葭樓集》等書。